# Productos bandera del Perú

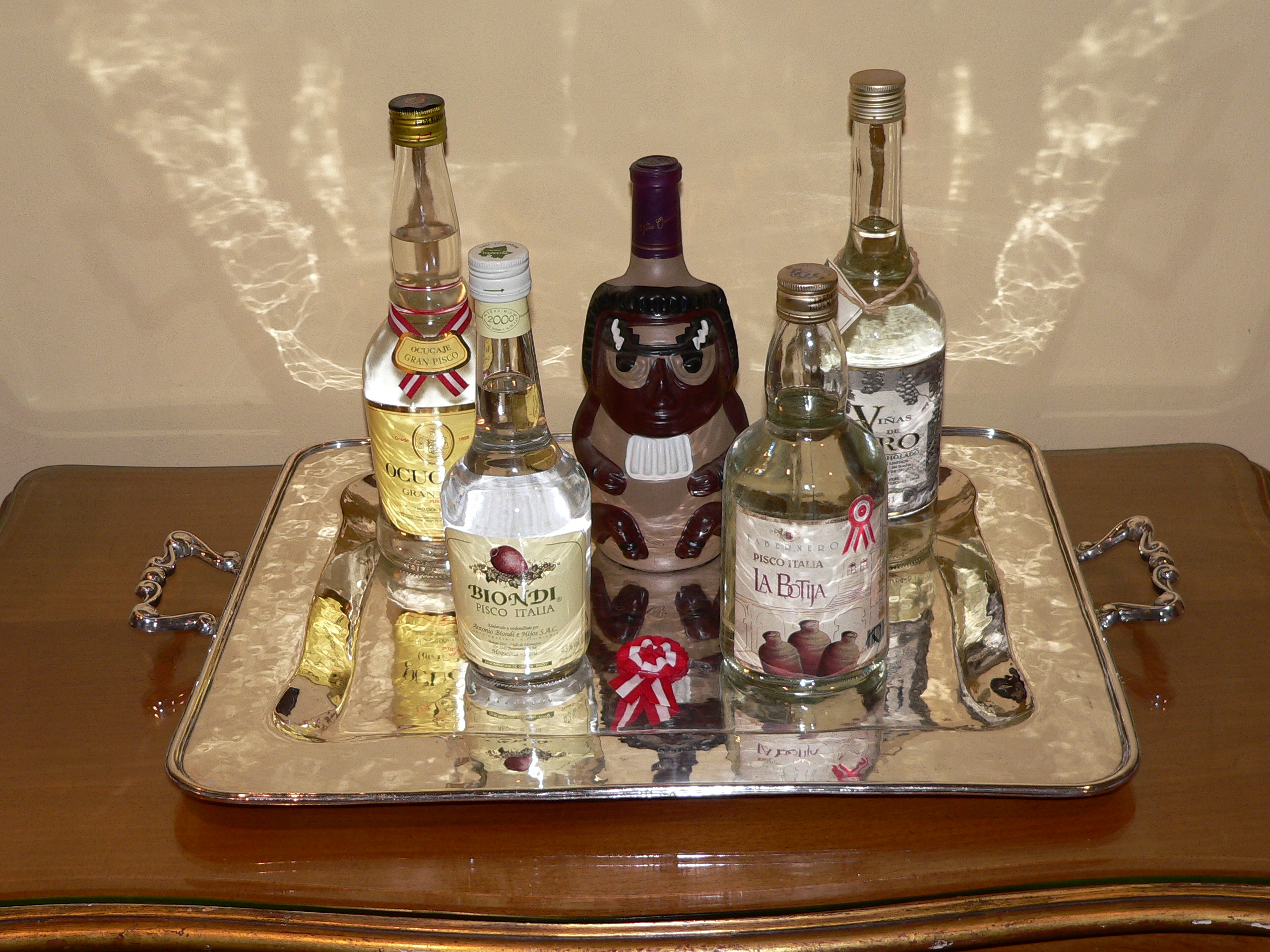
Botellas de pisco del Perú.

Los productos bandera del Perú son los productos o expresiones culturales cuyo origen o transformación han ocurrido en el territorio peruano con características que representan la imagen del Perú fuera de este país. La Comisión Nacional de Productos Bandera (COPROBA) es el organismo peruano que tiene por fin lograr una oferta exportable y consolidar su presencia en mercados internacionales.
COPROBA está integrado por representantes del Ministerio de Comercio Exterior y Turismo, Ministerio de Relaciones Exteriores, los Gobiernos Regionales, Ministerio de Agricultura, PROMPERÚ, INDECOPI, PROMPYME, AGAP, SNI, CCL, ADEX, COMEX PERÚ y PROMPEX.

## Productos bandera
- Camélidos sudamericanos o auquénidos: Alpaca, llama, guanaco que producen lana muy fina utilizada en alta costura y vicuña que produce fibra, la cual se diferencia estructuralmente de la lana por carecer de médula, siendo así sumamente fino. En Perú los camélidos suelen vivir a más de 3000 m s. n. m. y son las comunidades campesinas las responsables de su protección, administración y explotación. En el 2000 fueron 1.5 millones de personas las dedicadas a esta actividad. En 2004 las exportaciones de esta lana fueron por 95 millones de dólares.
- Pisco: El pisco, bebida destilada típica del Perú  es elaborada a partir de la uva, cuyo valor ha traspasado las fronteras del país. Se trata de un sector dominado por la mediana industria, muchas veces artesanal. Esta cuida los antiguos procesos de elaboración y la calidad, y a menudo no responde a fines comerciales sino a una especie de orgullo familiar generacional. Desde 2008 el Perú es el primer exportador de aguardientes de este tipo. El pisco sour es el cóctel más tradicional preparado con pisco.

- Lúcuma (Pouteria lucuma): es el fruto de un árbol de la familia de las sapotáceas originario de la precordillera central andina de Sudamérica, representado en huacos y tejidos preincas. Su fruto se emplea en la confección de postres y helados. En el Perú se produce en Ayacucho, Cajamarca, Ancash y Lima. En 2004 se exportó por un valor de 160 mil dólares.

- Gastronomía del Perú: variada comida, producto del mestizaje de las culturas nativas y extranjeras de la época colonial y republicana hasta fines del siglo XIX principalmente. Se suma a ello la diversidad de climas que proveen productos característicos para los platos. Genera 300,000 empleos. La comida peruana está presente en innumerables restaurantes fuera del Perú. La comida peruana se acompaña con Chicha Morada o "Inca Kola" (bebida gaseosa originaria del Perú que Coca-Cola Company produce y comercializa en el interior y exterior de este país).

- Algodón: se cultivan en la costa y sierra del Perú las variedades de Gossypium barbadense "Tangüis", "Pima" y "Áspero". La utilización textil de esta especie se remonta a las culturas preincas como los reconocidos "Mantos Paracas" encontrados en sus tumbas. Además, es tradicional el cultivo de la variedad "Del cerro" de la especie centroamericana G. hirsutum. Esta actividad brinda 80 mil empleos. En 2004 se exportaron 88 millones de dólares en prendas de algodón peruano.

- Maca (Lepidium meyenii): es la raíz de una planta nativa de los Andes del Perú, reconocido por su alta concentración de proteínas y nutrientes vitales desde la época Inca. Se produce en Junín y Cerro de Pasco a más de 4000 m s. n. m. Genera 7000 empleos. En 2004 se exportó 3 millones de dólares. Es utilizada como tratamiento contra la infertilidad. Estudios Clínicos en maca gelatinizada La Molina han demostrado su efectividad en este y otros aspectos de la medicina científica.

- Cerámica de Chulucanas: cerámica decorativa globular producida en Chulucanas (Piura) por 500 familias, que combina el arte ancestral con técnica contemporáneas. En 2004 exportó 1 millón de dólares a América del Norte y Europa.

- Espárrago: El espárrago peruano se caracteriza por su alta calidad, y actualmente el país es el primer productor de esta hortaliza. En los últimos siete años las ventas al exterior en sus tres presentaciones: frescos, congelados y preparados crecieron a una tasa promedio anual de 23.2, 13.1 y 12.7 por ciento, respectivamente. Las condiciones de climas especiales y la ubicación geográfica que posee Perú le permiten contar con excelentes rendimientos, y desde el año 2003 es el primer exportador de espárragos frescos a nivel global.

- Dado que la platería peruana ha alcanzado una reconocida fama dentro y fuera de este país y que ha tenido un notable desarrollo en su producción y exportación,  el Ministerio de Comercio Exterior y Turismo  declaró a los bienes elaborados sobre la base de la plata  del Perú como Producto Bandera con resolución ministerial publicada el 9 de julio de 2011 en el diario oficial El Peruano.[1] Desde tiempos inmemoriales, las diferentes culturas del Perú antiguo y también durante la época virreinal y republicana, la platería ha tenido y tiene un lugar destacado entre las manufacturas de prestigio de la nación peruana.

- Artesanos Don Bosco: Los artesanos Don Bosco, ubicados en Ancash, Apurimac, Lima y Cuzco, producen muebles de madera exclusivos que son exportados a Europa,[2] además de elaborar arte sacro y tallado en piedra, un porcentaje de las ganancias son reinvertidos a favor de los más pobres de las regiones donde se hizo el producto.

- Caballo peruano de paso: Es una raza equina oriunda del Perú, descendiente de los caballos introducidos durante la conquista y los primeros tiempos de la colonia. Está protegida por el Decreto Ley peruano número 25919 del 28 de noviembre de 1992 y declarado Patrimonio Cultural de la Nación. Debido al aislamiento sufrido durante alrededor de 400 años y la selección que hicieron sus criadores, es una raza muy particular por sus proporciones corporales y por un andar lateral que le es característico. Fue reconocido producto de bandera en abril de 2013.[3]

## Productos en evaluación
- Camu Camu: Es un arbusto nativo de la Amazonía Peruana. Debido a la elevada concentración de ácido ascórbico es considerado en la agroindustria.
- Granos andinos: Productos autóctonos domesticados por los nativos. quinua, kiwicha y cañihua.
- Papa: Tubérculo original de Sudamérica y su gran número de variedades en todo el mundo, en Perú se encuentran alrededor de 3000. Es hoy en día un producto que por su versatilidad se encuentra en las recetas de las más variadas cocinas a nivel mundial. Es el cuarto principal producto alimenticio en el mundo, después del trigo, el arroz y el maíz. Ha sido cultivada desde hace 8000 años en América del Sur y era alimento importante de los Incas quienes desarrollaron técnicas avanzadas para almacenarlas.
- Maíz morado: Que sirve para producir la chicha morada.

### Otros productos en evaluación
- Joyería y orfebrería
- Tara
- Chirimoya
- Páprika (pimentón rojo en polvo)
- Pimiento piquillo
- Uña de gato (hierba medicinal)

## Símbolos de peruanidad
- Cajón peruano: El cajón peruano o simplemente cajón (Box Drum o Peruvian Box Drum, en inglés) es un instrumento musical de origen afroperuano o peruano, que se ha popularizado en todo el mundo gracias al jazz moderno, el nuevo flamenco y la música afro-latina-caribeña. Se tiene datos documentados de la existencia del cajón desde mediados del siglo XIX. El cajón es oficialmente considerado por el Perú como Patrimonio Cultural de la Nación.

- Retablo ayacuchano: Realizados por los artesanos de Ayacucho. En cajas rectangulares de cedro que miden por lo general 32 centímetros de alto y 26 centímetros de ancho se colocan figuras de unos 6 centímetros que representan manifestaciones patrióticas, religiosas, populares. La parte posterior se tapa generalmente con una madera delgada y las puertas se unen a la caja con unas tiras de cuero.

- Marinera: Es un baile en parejas, considerado el baile nacional de la costa del Perú. Tiene su origen en un baile colonial llamado zamacueca que era popular en el siglo XIX. Según una tradición, el nombre de "Marinera" surgió del fervor patriótico de la Guerra del Pacífico de 1879, año en que Abelardo Gamarra, "El Tunante", la bautizó en homenaje a la Marina de Guerra del Perú.